# جنوب هند

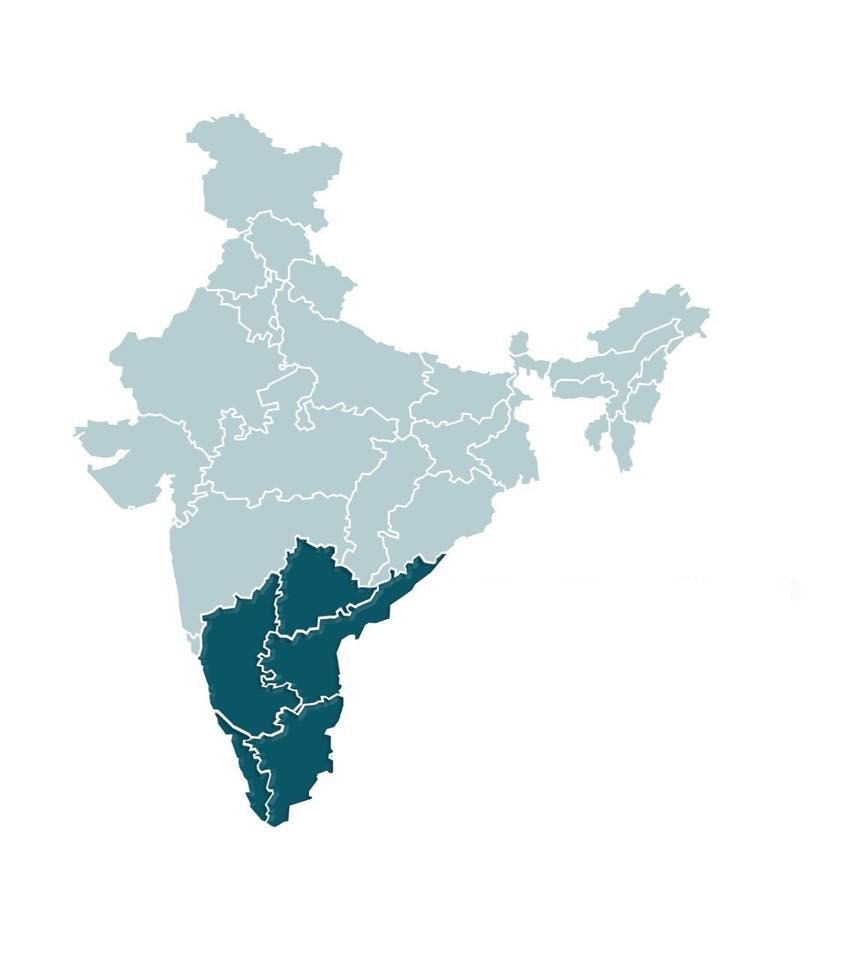
جنوب هند

جنوب هند یا هند جنوبی منطقه‌ای است در جنوب کشور هند که شامل ایالت‌ها و قلمروهای آندرا پرادش، کارناتاکا، کرالا، تامیل نادو و تلانگانا و همچنین سرزمین‌های جزایر آندامان و نیکوبار، لاکشادویپ و پودوچری است که ۱۹ درصد از مساحت کشور هند را شامل می‌شود. شبه جزیره فلات دکن در جنوب هند است که محدود به خلیج بنگال در شرق، به دریای عرب در غرب و اقیانوس هند در جنوب می‌شود. جغرافیای منطقه جنوب هند متنوع است و دو رشته کوه - گهات باختری و گهات شرقی در آن قرار دارند که به فلات مرکزی ختم می‌شوند. بنگلور، چنای، حیدرآباد، کویمباتور و کوچی بزرگ‌ترین شهرهای منطقه جنوب هند هستند.
بیشتر مردم در جنوب هند به یکی از چهار شاخه اصلی زبان دراویدی حرف می‌زنند: تلوگو، تامیل، کانار و مالایالم. در طول تاریخ، حاکمانی در جنوب هند بوده‌اند که به جنوب و جنوب شرقی آسیا حمله کرده‌اند. نهفته تاریخ و فرهنگ در این مناطق است.
پس از تجربه نوسانات در دهه پس از استقلال هند، اقتصاد هند جنوبی رشدی بالاتر از میانگین کشوری داشته‌است.

## آب و هوا
این منطقه دارای آب و هوای گرمسیری و در معرض بادهای موسمی برای بارش باران است. زمینهای پست مجاور به ساحل مالابار و جزایر لاکشادویپ و آندامان و نیکوبار نیز به این آب و هوا تعلق دارند.